# Schoberspitze
Schoberspitze är en bergstopp i Österrike.   Den ligger i distriktet Murau och förbundslandet Steiermark, i den centrala delen av landet, 200 km sydväst om huvudstaden Wien. Toppen på Schoberspitze är 2 423 meter över havet.
Terrängen runt Schoberspitze är bergig åt sydväst, men åt nordost är den kuperad. Runt Schoberspitze är det ganska glesbefolkat, med 22 invånare per kvadratkilometer.. Närmaste större samhälle är Murau, 19,2 km söder om Schoberspitze. 
I omgivningarna runt Schoberspitze växer i huvudsak blandskog.